# 劉墉 (清朝)
刘墉（1720年8月19日—1805年1月24日），字崇如，号石庵，山东诸城注沟镇逄戈庄村（今屬高密）人，祖籍江南省砀山（今属安徽省），清朝中期政治人物及書法家，系乾隆年间首席军机大臣刘统勋之子。刘墉于乾隆十六年（1751年）中进士，曾历任翰林院庶吉士、太原府知府、江宁府知府、内阁学士、直隶总督、吏部尚书及体仁阁大学士等职，在职期间以奉公守法、清正廉洁闻名于世。刘墉的书法也造诣深厚，是帖学大家，被世人称为“浓墨宰相”，其逝世后被赠“太子太保”。

## 生平
劉墉生于康熙五十九年农历七月十六日（公元1720年8月19日），為时任大學士劉統勳之子。乾隆十六年（1751年），刘墉中二甲第二名進士，改翰林院庶吉士，散館授编修，再遷侍講。乾隆二十年（1755年），劉統勳獲罪，劉墉也被奪官下獄。不久，其事解決，又賞編修，出督安徽學政。刘墉在任期间针对当时贡生、监生管理混乱的状况，上疏“请州县约束贡监，责令察优劣”，并提出切实可行的补救办法，得到皇帝肯定。乾隆二十四年（1759年）十月，改任江蘇學政。还上书皇帝称：“生监中滋事妄为者，府州县官多所瞻顾，不加创艾。行政官员既畏刁民，又畏生监，兼畏胥役，以致遇事迟疑，皂白不分，科罪之后，应责革者，并不责革，实属阘茸怠玩，讼棍蠹吏，因得互售其奸。”这一看法深受乾隆皇帝赏识，称赞其“知政体”。
乾隆二十七年（1762年），劉墉任山西太原府知府，因失察下屬“侵帑”，被發往軍臺效力。年餘被放還，受命在修書處行走。不久，因受其父恩澤，仍以知府用，知江蘇江寧府，任內有清名。次年升江西鹽驛道，乾隆三十七年（1772年）遷陝西按察使。次年，其父統勳病卒，因丁憂去職。
乾隆四十一年（1776年）劉墉守喪結束後，被授予內閣學士，在南書房行走。逾年调江苏学政。乾隆四十三年（1778年）八月，江苏省东台县监生蔡嘉树唆使如臯縣民人童志璘向劉墉告发已故的江蘇東台縣舉人徐述夔生前的作品集中有“大明天子重相见，且把壶儿搁半边”，“明朝期振翮，一举到清都”的诗句，當時徐述夔和其子徐懷祖皆已物故，仍被开棺戮尸，孙子徐食田、徐食書、徐首發被处斩。为徐诗作序的已死礼部尚书沈德潜，也被戮尸。歷遷戶部、吏部侍郎。乾隆四十五年（1780年），任湖南巡撫。劉墉在任期间，政簡刑清，吏民畏服。“嘗勸捐州縣社倉谷凡十二萬石，民以為便”。次年遷左都御史，仍直南書房，兼管國子監事務。
乾隆四十七年（1782年），奉命與尚書和珅和錢灃前往山東查辦巡撫國泰貪污及縱容下屬之事。和珅修书一封给予国泰令其准备库银掩盖亏空，但是因为刘墉指派手下阻碍而不成功。因查訪案情有功，刘墉被授予工部尚書，充上書房總師傅。乾隆四十八年（1783年），署直隸總督，兩年後被授職協辦大學士。乾隆五十四年（1789年），因“諸皇子師傅久不入書房”而被降為侍郎銜。不久，授內閣學士，歷升順天學政、禮部左侍郎、都察院左都御史，乾隆五十六年（1791年）任禮部尚書，署吏部尚書，不久實授。
嘉慶二年（1797年），授體仁閣大學士。五月，刘墉奉旨偕同尚书庆桂到山东办案，察看黄河决口的情况，刘墉上书请求在决口处筑坝，下游疏导分流，朝廷采纳了意见。嘉慶四年（1799年），加封太子少保，奉旨办理文华殿大学士和珅植党营私、擅权纳贿一案。刘墉查明和珅及其党羽横征暴敛、搜刮民脂、贪污自肥等罪行20条，奏报朝廷。嘉庆随即处死和珅。嘉庆四年年底，刘墉上疏陈述漕政，对漕运中的漏洞体察至深，嘉庆皇帝看后深以为然。嘉庆六年（1801年），刘墉充任会典馆正总裁。嘉庆七年（1802年），皇帝驾幸热河，命刘墉留京主持朝政。此时刘墉已八十有余，却轻健如故，双眸炯然，寒光慑人。
嘉慶九年十二月二十四日（公元1805年1月24日），劉墉在北京病逝，享壽八十五歲（虚岁）。据记载，其当天还到南书房当值，晚上宴会客人，“至晚端坐而逝”。朝廷追贈其太子太保，祀賢良祠，諡文清。
著有《劉文清公遺集》（受业、协办大学士英和跋，道光六年刻本）。

## 書法
劉墉擅書法，工书，尤长小楷，其书用墨厚重，貌丰骨劲，别具风貌，为清一代书法家，也兼及顏真卿及蘇軾。其書法最初從元代趙孟頫入手，至中年方自成一家，以魏晉為師，筆意古厚。與鐵保、翁方綱、成親王永瑆並稱為清代四大書法家。
劉墉書寫杜甫詩句之手卷時，書於水紅色、鉤金花的紙張上，十分別緻。起始的一首詩題名為〈縛雞行〉，敘述小僕綁著雞要到市中去賣，引起了詩人對人、雞、蟲三者間的一些感慨，內容頗有意趣。至於在書法方面，圓潤婉轉的字體，看似柔軟無骨，實際上卻是將勁道隱藏於豐厚的外貌中，相當的內斂，前人評論劉墉的書法為绵裡藏針，應即此意了。
七十歲以後則專心於北朝的石碑書法。他的書法，用墨厚重，墨色濃墨豐潤，但是骨架結構則非常剛勁，結合了柔與剛的兩面，別具特色。徐珂称赞刘墉：“文清书法，论者譬之以黄钟大吕之音，清庙明堂之器，推为一代书家之冠。盖以其融会历代诸大家书法而自成一家。所谓金声玉振，集群圣之大成也。其自入词馆以迄登台阁，体格屡变，神妙莫测。”

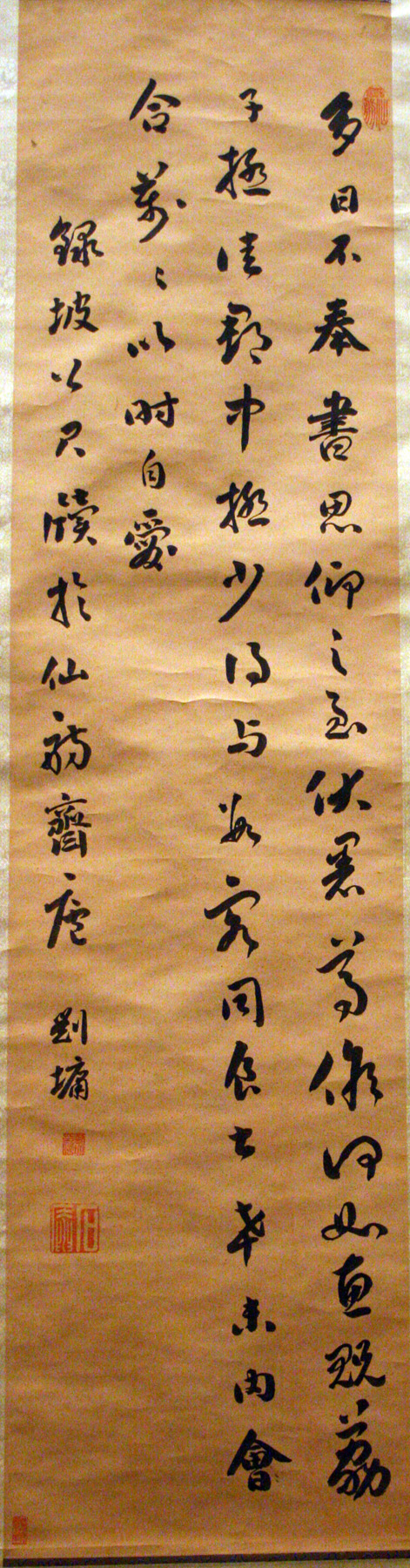
刘墉的行书作品，藏于山东博物馆
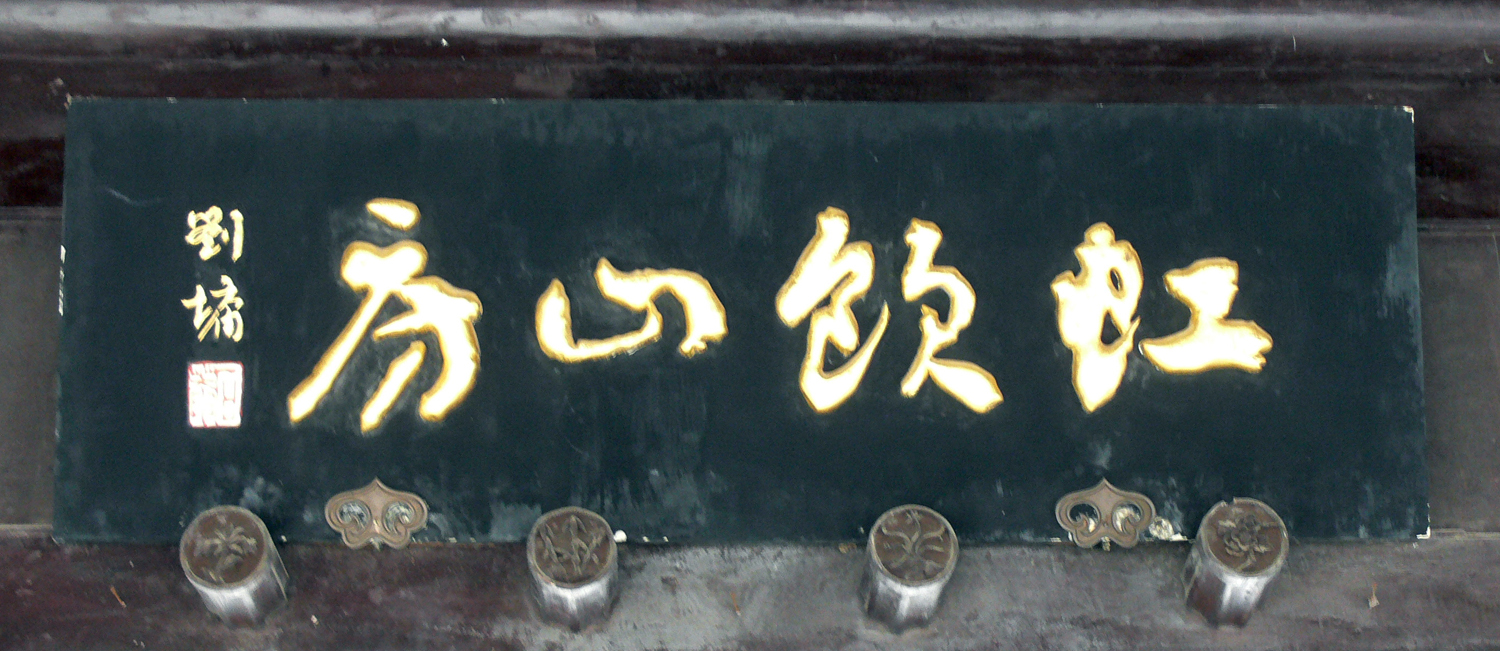
劉墉手書虹飲山房匾額
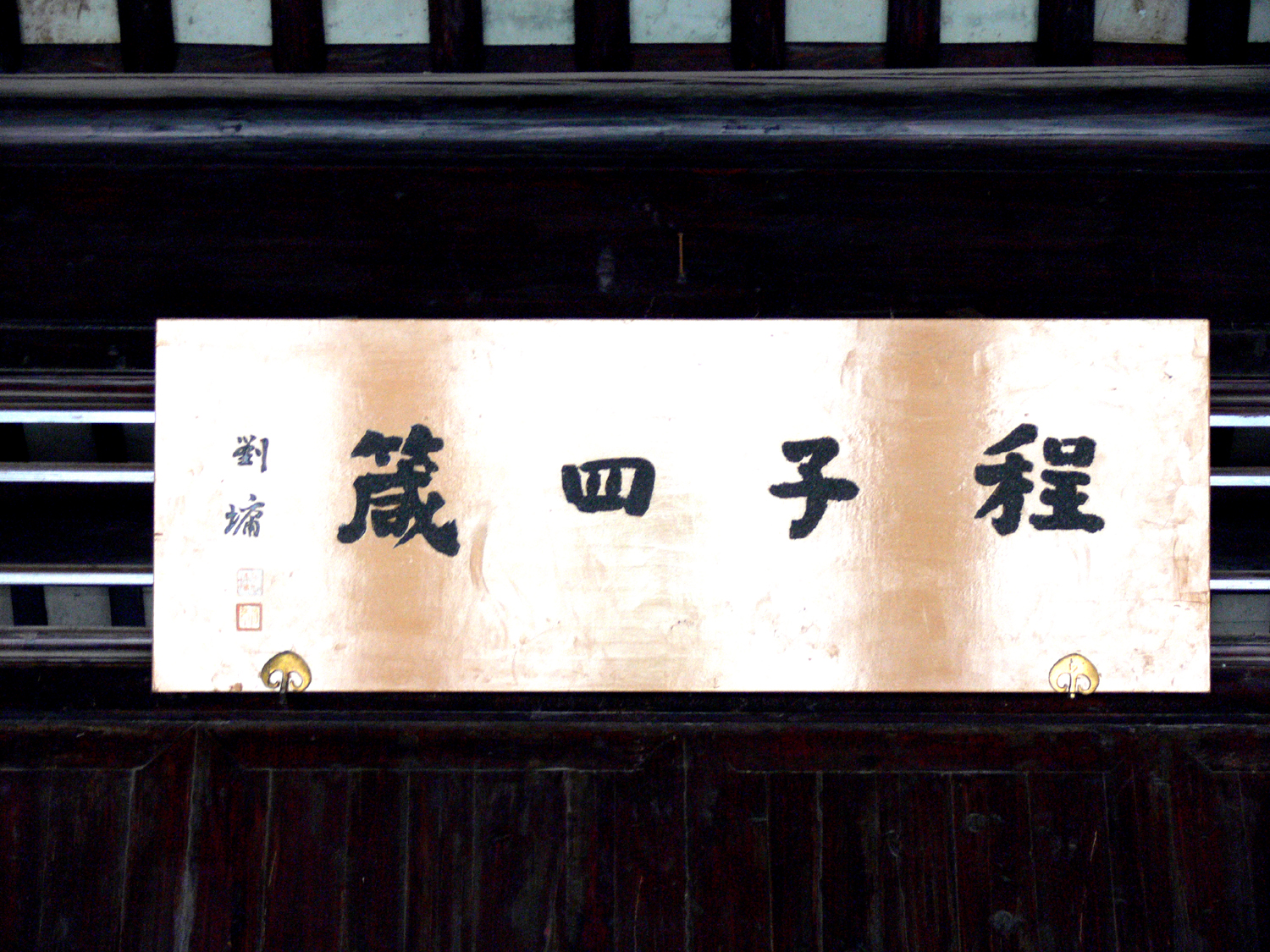
劉墉手書程子四箴匾額

## 轶事
相傳劉墉有駝背，所以他在民間有個外號叫作“劉羅鍋”，更有后世的文艺作品对此渲染，但並不完全符合史實。清朝官员普遍因常需弓腰面上而驼背，而刘墉个子偏高，所以显得驼背突出一些。嘉庆帝曾称刘墉为“刘驼子”，“刘罗锅”这个外号由此流传开来。
刘墉的实际年龄比和珅年长三十岁，壮年的和珅入朝为官时，刘墉已年过六旬，部分现代影视作品中关于二人年龄的描画不真实，但刘墉确实参与了嘉庆帝对和珅的清算与查处。

## 相關文藝作品
- 小说：刘公案
- 評書：《官場鬥》（又名：《金殿斗智》、《君臣斗》、《满汉斗》），《大話劉羅鍋》
- 京劇：《宰相劉羅鍋》
- 电影：《乾隆下江南》、《乾隆下揚州》、《乾隆皇與三姑娘》、《乾隆皇君臣鬥智》
- 电视剧：《大內群英續集》、《宰相劉羅鍋》、《劉羅鍋斷案傳奇》、《七品欽差劉羅鍋》、《乾隆王朝》、《人小鬼大劉羅鍋》、《天命》、《刘墉追案》、《嘉慶君遊台灣》

## 延伸阅读
[在维基数据编辑]
 《清史稿/卷302》，出自趙爾巽《清史稿》
 在维基共享资源阅览影像、分类